# Paolo Modugno
Paolo Modugno (* 8. April 1940 in Rom) ist ein italienischer Synchron- und Radioregisseur, Schauspieler und Autor.

## Leben
Modugno war bereits als Kind darstellerisch aktiv; bereits 1945 war er neben Arnoldo Foà zu hören, er spielte auf der Bühne in etlichen Stücken, außerdem wurde er für Radioinszenierungen gebucht. Von 1971 an inszenierte er eigene Stücke auf der Bühne. 1976 ging er zur RAI und produzierte zahlreiche Radioprogramme, darunter Radio anch'io und Il filo d'Arianna. In den 1990er Jahren schrieb uns verwirklichte er eine 13-teilige Dokumentarreihe über eine Reise durch die USA, La lunga ombra dell'arcobaleno; anschließend widmete er sich vermehrt dem Verfassen von Drehbüchern für Fernsehfilme und vor allem der Synchronregie. 2001 drehte er seinen ersten Kinofilm als Regisseur, Territori d'ombra.
Auch in den folgenden Jahren wechselte Modugno seine Aufgabengebiete zwischen Radio, Theater, Film und Synchronstudio.

## Filmografie (Auswahl)
- 1951: Räuber und Gendarm (Guardie e ladri, Schauspiel)
- 2001: Territori d'ombra (Regie, Drehbuch)